# Sint-Jan en Sint-Amanduskerk

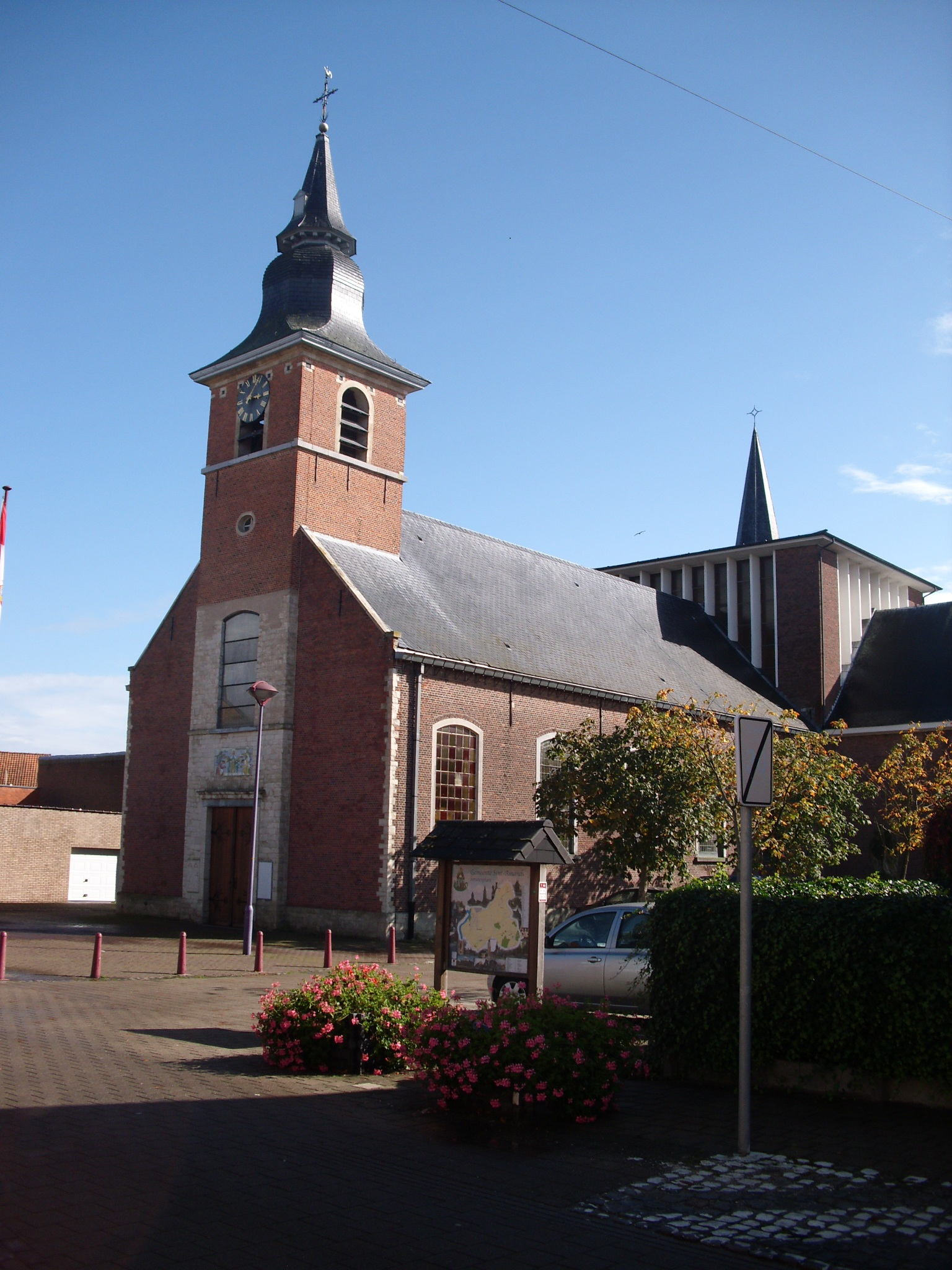
Sint-Jan en Sint-Amanduskerk

De Sint-Jan en Sint-Amanduskerk is de parochiekerk van de tot de Antwerpse gemeente Puurs-Sint-Amands behorende plaats Oppuurs, gelegen aan Oppuursdorp

## Geschiedenis
In 1803 werd Oppuurs een zelfstandige parochie. In hetzelfde jaar werd een kerk in classicistische stijl gebouwd met steun van de familie Snoy. In 1825 kwam de toren gereed. In 1959-1961 werd de kerk vergroot met een transept, naar ontwerp van Charles Spiessens. Hierbij werd het oorspronkelijke koor afgebroken zodat het altaar in het transept werd geplaatst.

## Gebouw
Het betreft een naar het zuiden georiënteerde eenbeukige bakstenen kerk met ingebouwde noordelijke toren. Deze heeft vier geledingen waarbij de onderste geleding in zandsteen is uitgevoerd. De toren heeft een achthoekige ingesnoerde torenhelm. Het brede transept is uitgevoerd in baksteen en gewapend beton waarop een vieringkoepel met achthoekige naaldspits.

## Interieur
Het schip wordt overkluisd door een tongewelf.
De kerk bezit een 17e-eeuws schilderij, voorstellende de Heilige Familie met kleine Johannes en aartsengel Michaël. Er is een 17e-eeuws beeld van Sint-Johannes en een 18e-eeuws engelenbeeld. Ook het kerkmeubilair is overwegend 18e-eeuws.